# Dutch International 2016
Die Dutch International 2016 im Badminton fanden vom 21. bis zum 24. April 2016 in Wateringen statt. Es war die 17. Austragung der Titelkämpfe.

## Austragungsort
- Velohal, Noordweg 26

## Sieger und Platzierte
| Disziplin    | Gold                             | Silber                                   | Bronze                                 |
| ------------ | -------------------------------- | ---------------------------------------- | -------------------------------------- |
| Herreneinzel | Pablo Abián                      | Kieran Merrilees                         | Mark Caljouw                           |
| Herreneinzel | Pablo Abián                      | Kieran Merrilees                         | Nick Fransman                          |
| Dameneinzel  | Yvonne Li                        | Mette Poulsen                            | Mia Blichfeldt                         |
| Dameneinzel  | Yvonne Li                        | Mette Poulsen                            | Julie Dawall Jakobsen                  |
| Herrendoppel | Alexander Bond Joel Eipe         | Frederik Aalestrup Mathias Moldt Baskjær | Daniel Benz Andreas Heinz              |
| Herrendoppel | Alexander Bond Joel Eipe         | Frederik Aalestrup Mathias Moldt Baskjær | Florent Riancho Asuro Rizko            |
| Damendoppel  | Chloe Birch Sophie Brown         | Myke Halkema Lisa Malaihollo             | Georgina Bland Rebekka Findlay         |
| Damendoppel  | Chloe Birch Sophie Brown         | Myke Halkema Lisa Malaihollo             | Jenny Moore Victoria Williams          |
| Mixed        | Alexander Bond Ditte Søby Hansen | Ben Lane Jessica Pugh                    | Jones Ralfy Jansen Cisita Joity Jansen |
| Mixed        | Alexander Bond Ditte Søby Hansen | Ben Lane Jessica Pugh                    | Anton Kaisti Cheryl Seinen             |